# Кристоф фон Неленбург-Тенген
Кристоф фон Неленбург-Тенген (на немски: Christoph von Nellenburg-Tengen; „Große Graf Christoph“; * пр. 1495; † 12 февруари 1539, замък Верщайн при Зулц ам Некар) е граф и наследник на Неленбург, господар на Тенген с Графство Тенген и господар на Детенхайм и Верщайн.

## Произход и управление
Той е син на граф Еберхард фон Тенген-Неленбург († 1521) и съпругата му Аделхайд фон Монфорт (* 1470), дъщеря на граф Вилхелм VII/VIII фон Монфор († 1483) и Клемента фон Хевен († сл. 1509).
Кристоф продава господството Тенген и купува през 1528 г. господството Верщайн, Фишинген (днес в Зулз ам Некар) и замъка Верщайн от граф Йоахим фон Цолерн.
Кристоф тежал 250 килограма. Император Карл V искал да види това и го поканил на имперското събрание в Аугсбург през 1530 г. От благодарност императорът помолил граф Рудолф фон Зулц да назначи граф Кристоф за една година като дворцов съдия в Ротвайл и като щатхалтер.
Кристоф е погребан при съпругите си в църквата на Емпфинген. Граф Готфрид Вернер фон Цимерн става опекун на малолетните му деца и затова е въвлечен в конфликт с швабските Хоенцолерни.

## Фамилия
Кристоф фон Неленбург-Тенген е женен два пъти.
Първи брак: през 1495 г. с фрайин Ерентрауд фон Щауфен († 1531, погребана в Емпфинген), дъщеря на фрайхер Лео фон Щауфен († 1522) и Елизабет фон Фраунберг цум Хааг, от която му се раждат децата:
- Георг фон Тенген (* 22 май 1520; † сл. 31 май 1541)
- Кристоф Лудвиг фон Тенген и Неленбург († сл. 1552) ∞ Анна фон Кибург
- Конрад фон Тенген († млад)
- Еберхард фон Тенген († млад)
- Мария Салома фон Тенген и Неленбург (* ок. 1520) ∞ фрайхер Адам фон Волфщайн-Оберзулцбюрг († 1547)

Втори брак: на 23 август 1531 г. с графиня Хелена Елеонора фон Цолерн († 23 юли 1565, Аах), дъщеря на граф Франц Волфганг фон Хоенцолерн (1483/1484 – 1517) и Розина фон Баден (1487 – 1554). Те имат три деца:
- Освалд фон Тенген († 1575/1591)
- Кристоф Ладислаус фон Тенген († 5 септември 1591)
- Еберхард фон Тенген-Неленбург († 1573) ∞ Анна фон Лимпург-Гайлдорф (* 10 февруари 1541; † 25 октомври 1579)